# Bufori
Bufori est un constructeur automobile artisanal malaisien fondé en 1986 à Sydney par les frères Khouri (Gerry, Anthony et George). Son siège social et son atelier se situent depuis 1994 à Kuala Lumpur, capitale de la Malaisie. Son produit phare est la Bufori La Joya, largement inspirée des automobiles américaines des années 1930.

## Histoire
Les frères Khouri décident de réaliser leur rêve et de construire leur propre voiture dans leur garage en 1986. Grâce à l'intérêt du public, un atelier est installé l'année suivante à Merrylands, dans la banlieue de Sydney, employant plusieurs personnes. Ils choisissent le nom du Bufori, qui signifie, en anglais, B – Beautiful, U – Unique, F – Funtastic, O – Original, R – Romantic, I – Irresistible, soit Beau, Unique, Funtastic (jeu de mots entre Fun (amusant) et Fantastique), Original, Romantique et Irrésistible.
Pendant cette période, Bufori sera le seul constructeur automobile d'Australie à recevoir le label Australia Made délivré par l'Advance Australia Council.
La demande étant forte, les Khouri ouvrent 3 ateliers supplémentaires avant de commencer un transfert de technologie vers la Malaisie en 1992 après la demande de Mahathir Mohamad, ancien premier ministre, qui essaya une MkII au mois de mars cette année lors d'une exposition à Pulau Langkawi.
C'est à ce moment que le développement de La Joya commence.
Aujourd'hui, la marque exporte ses modèles en Europe, aux États-Unis et au Moyen-Orient, tous fabriqué à la main dans l'usine de Kuala Lumpur, d'une capacité annuelle de 300 voitures.

## Modèles

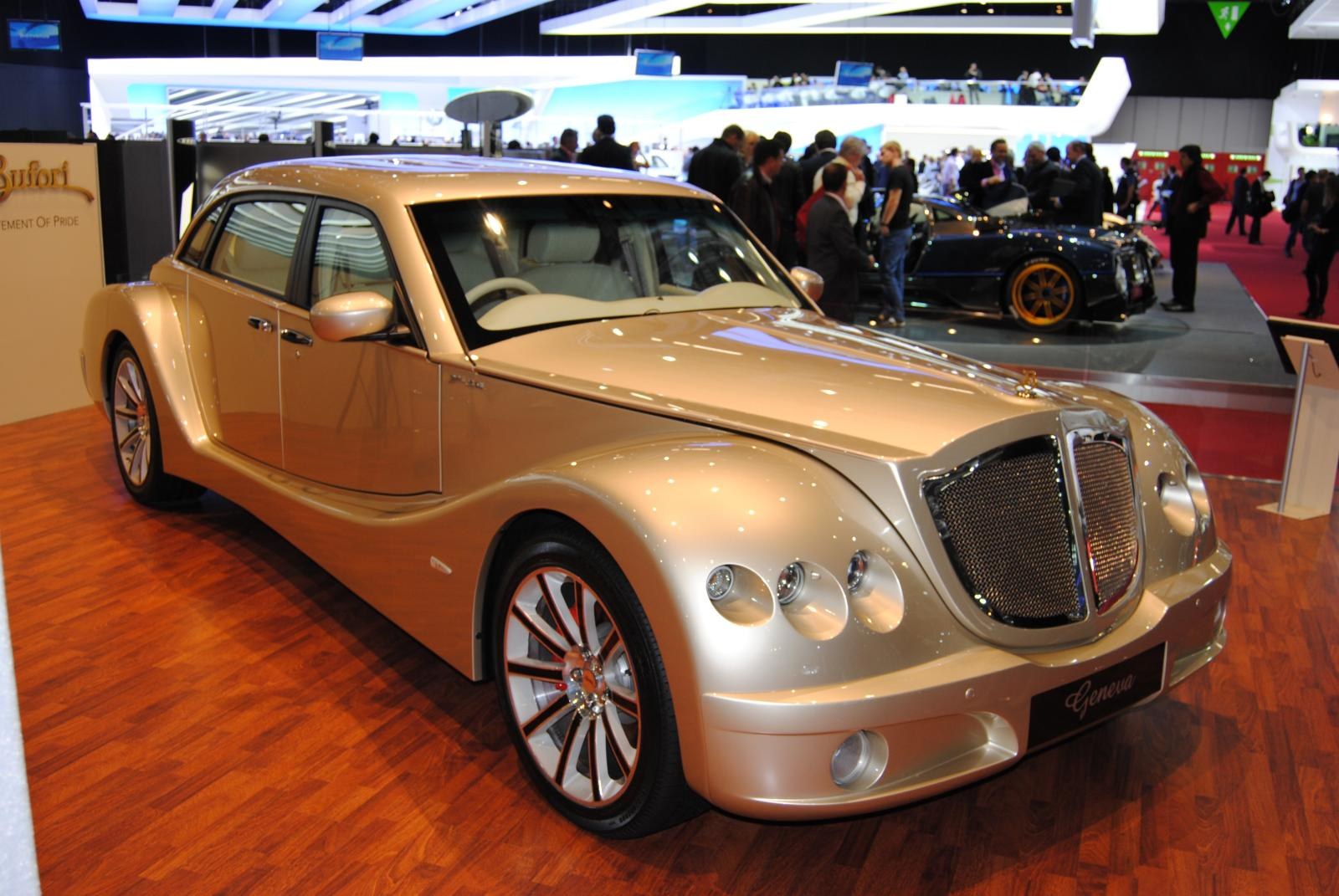
Une Bufori Geneva.

- Madison, premier modèle construit en 1986 ;
- MkI, produite de 1988 à 1992 ;
- MkII, lancée en 1992. Un restylage a lieu en 1996. La production s'arrête en 2003 ;
- V6i, lancée en 1992, la production est arrêtée en 1994 ;
- La Joya (MkIII), le prototype est présenté pour la première fois en 2003 au Salon automobile de New York pour être lancée en 2004 ;
- Geneva, le prototype est présenté au Salon automobile de Genève en 2010 et est lancée en 2012 lors du salon de Pékin.

D'autres modèles sont en développement : une berline 4 portes, un cabriolet de sport et une limousine.
Des modèles de la MkI, de la MkII et de la MkIII sont exposés au Musée National de l'automobile, dans l'enceinte du circuit international de Sepang, depuis 2003.

## Fabrication
Les Bufori sont toutes fabriquées à la main avec des techniques traditionnelles dans la construction automobile mais utilisant également de nouveaux matériaux (fibre de carbone, Kevlar) et des matériaux nobles tels que le bois ou les pierres précieuses pour l'habitacle, les voitures étant largement personnalisables.

## Sport automobile

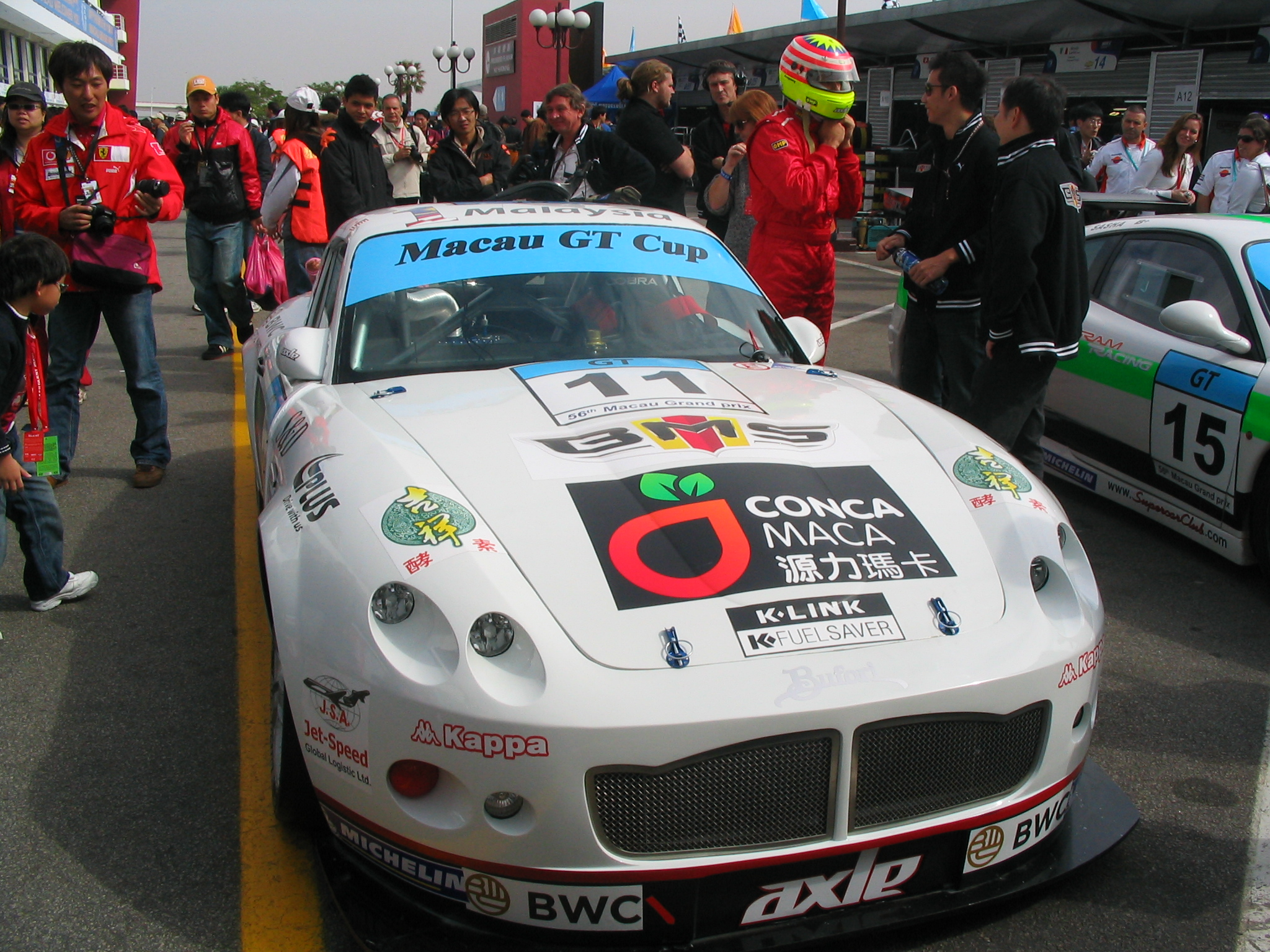
La Bufori BMS R1 d'Alex Yoong.

Bufori est présent en sport automobile depuis les années 1990 avec plusieurs V6i engagées dans des courses en Australie notamment.
En 2009, un modèle spécifique est développé : la BMS R1. Il est engagé pour la première fois lors du Grand Prix de Macao, avec l'ancien pilote de Formule 1 Alex Yoong à son volant.

## Sources
- http://www.bufori.com/en/worldofb_about.htm